# مردم کارن
مردم کارن (الگو:Lang-ksw) گروه قومی-زبانی هستند که به زبان‌های چینی-تبتی سخن می‌گویند. این گروه به‌طور کلی ناهمگن و ناهمگون است، زیرا بسیاری از گروه‌های قومی کارن از نظر فرهنگی یا زبانی با یکدیگر ارتباط یا هویت ندارند. این گروه‌های کارن عمدتاً در ایالت کایین، جنوب و جنوب شرقی میانمار ساکن هستند.